# Prozessionsaltar (Albertshausen, Sauerbreystraße 20)

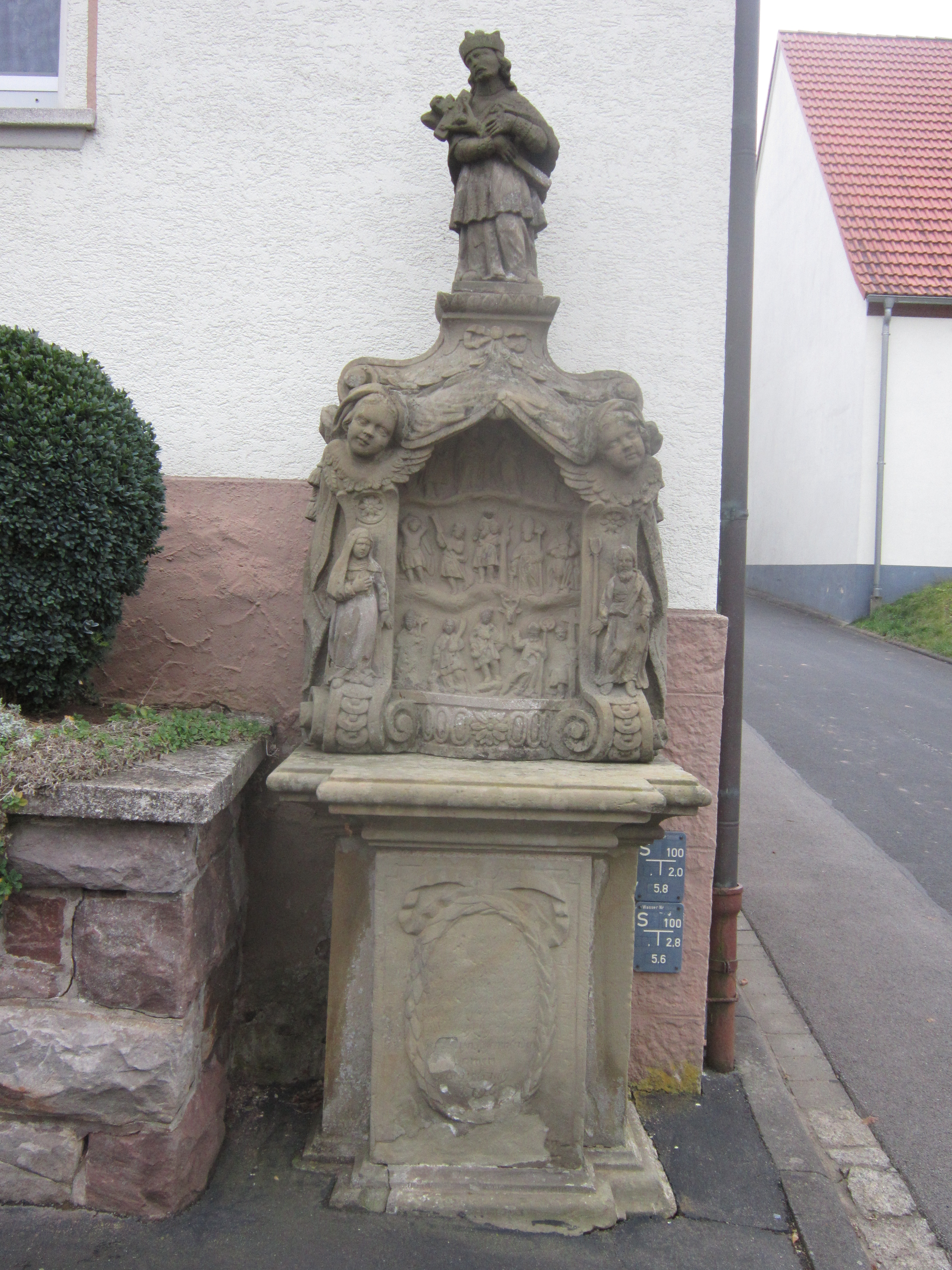
Prozessionsaltar, Sauerbreystraße 20, Albertshausen

Der Prozessionsaltar mit der Adresse Sauerbreystraße 20 befindet sich in Albertshausen, einem Stadtteil von Bad Kissingen, der Großen Kreisstadt des unterfränkischen Landkreises Bad Kissingen. Er gehört zu den Bad Kissinger Baudenkmälern und ist unter der Nummer D-6-72-114-135 in der Bayerischen Denkmalliste registriert.

## Beschreibung
Der Prozessionsaltar stammt aus dem Jahr 1796, besteht aus grauem Sandstein und zeigt den hl. Nepomuk (früher den Evangelisten Markus).
Der 291 cm hohe Prozessionsaltar ist ein aus sieben Teilen (fünf Tischsockelteile, Bekrönungsfigur) bestehendes Baldachinaltärchen. Auf einer barocken Basis mit geschweiftem Profil und vorgezogener Stufe befindet sich ein Tischsockel mit vorgezogenem Inschriftblock und einer Abschlussplatte mit barockem Profil. Darauf steht ein Baldachinaltar mit den vierzehn Nothelfern sowie dem hl. Nepomuk als Bekrönungsfigur.
Die Höhe des Sockels beträgt 102 cm, wovon die Bodenplatte 13 cm und der Sockel 73 cm ausmachen. Der Querschnitt der Basisplatte beträgt 95 cm × 65 cm, der des Sockels 75 cm × 65 cm und der der Tischplatte 100 cm × 58 cm. Der Baldachinaltar ist 90 cm breit, 32 cm und 121 cm hoch. Die Bekrönungsfigur des hl. Nepomuk hat eine Höhe von 68 cm. Der Sockel steht auf einer vorgezogenen, 75 cm hohen und 48 cm breiten Tafel.
In einem Lorbeerkranz mit einer Schleife oben steht in gotischen Groß- und Kleinbuchstaben folgende Inschrift:

„Gott und desen

heiligen Nothelfern

gestiftet von ......

Margareth von Albertshausen

Vergelt uns das der Hergott

gebe diesen die ewige Ruhe

und das ewige Licht leuchte ihm

Herr laß ihn ruhen in Frieden

Amen. Den 15. Juli 1796“

Darunter befindet sich in gotischer Schrift die Bildhauersignatur:

„J. S. Bildhauer“

Auf dem Baldachinaltar befindet sich auf Rollwerkrahmen links und rechts je eine Assistenzfigur, und zwar möglicherweise die Mutter Anna sowie ein Mann mit einer Schaufel. Über den Assistenzfiguren befindet sich jeweils ein von einem Vorhang umrahmter Engelskopf, der durch eine Schleife an die Abschlusskrone gebunden ist. Im Altar befinden sich die 14 Nothelfer. Die Bekrönungsfigur des hl. Nepomuk trägt ein Kreuz im rechten Arm und ist als Priester mit Rochett und Birett dargestellt.